# Promethei Chasma
Promethei Chasma és una estructura geològica del tipus chasma a la superfície de Mart, situada amb el sistema de coordenades planetocèntriques a --80.66 ° de latitud N i 157.21 ° de longitud E. Fa 295.28 km de diàmetre. El nom va ser fet oficial per la UAI l'any 2006 i pren el nom d'una característica d'albedo.